# 木卫三十六
木卫三十六（S/2001 J 5，Sponde，/ˈspɒndiː/，SPON-dee；希腊语：Σπονδή），又名Jupiter XXXVI，是木星的一个衛星。由斯科特·谢泼德所領導的夏威夷大學研究小組於2001年發現。
其直徑約為2公里，軌道平均半徑為24,253 Mm，軌道周期為771.604地球日，與黃道間的軌道傾角為154°（与木星赤道156°），運轉方向為逆行，軌道離心率为0.443。
它在2003年8月被命名为Sponde，是荷赖（希腊神话中掌管季节氣候變遷、植物生长和社會法律秩序的女神們的总称）之一。是宙斯（Jupiter）和忒弥斯的女儿。
它是帕西法尔卫星群中的成员，而帕西法尔衛星群是一群環繞木星逆行的不規則衛星，它們的軌道半長軸在22.8與24.1 Gm之間，且軌道傾角都在144.5°和158.3°之间。